# Pan de ajo
El pan de ajo consiste típicamente en pan cubierto con ajo y aceite de oliva (preferiblemente virgen extra). Se usa a menudo como acompañamiento simple para la pasta, otros platos italianos y asados. Se suele tostar u hornear.

## Historia
El pan de ajo rallado fue desarrollado en los años 1970 por Cole's Quality Foods en Míchigan(por una familia con descendencia italiana). Con los años, se ha discutido si el pan de ajo es una variante de la bruschetta o si es una creación estadounidense (tostada texana).

## Características
Es frecuente elaborarlo con panes tales como las baguetes o el pan italiano, cortado en rebanadas hacia la base pero dejando la pieza sin terminar de romper. El pan se rocía entonces con aceite de oliva, y se añade ajo picado o en polvo entre las rebanadas. A continuación se cuece en un horno. Alternativamente, puede cortarse en rebanadas separadas y cubrirse con aceite o mantequilla individualmente. Se suele espolvorear con perejil picado.

## Variantes
Una variante moderna de la receta incluye cubrir el pan de ajo con diversas variedades de queso, a menudo mozzarella, cheddar o feta. También puede añadirse una capa fina de parmesano recién rallado.